# Казал дел Лупо (Ферара)
Казал дел Лупо (итал. Casal del Lupo) је насеље у Италији у округу Ферара, региону Емилија-Ромања.
Према процени из 2011. у насељу је живело 17 становника. Насеље се налази на надморској висини од 1 м.